# Dominik Mysterio
Dominik Mysterio (* 5. April 1997 als Dominik Gutiérrez in San Diego, Kalifornien) ist ein US-amerikanischer Wrestler mexikanischer Abstammung, der seit 2019 bei WWE unter Vertrag steht. Er ist der Sohn von Rey Mysterio, gemeinsam gewannen sie 2021 die WWE SmackDown Tag Team Championship. Es war das erste Vater-Sohn Duo das einen Tag Team Titel in der WWE gewann. Später schloss er sich dem Stable The Judgement Day an, wo er vor allem an der Seite von Rhea Ripley und später Liv Morgan auftrat. Bei WrestleMania 41 gewann er die Intercontinental Championship.

## Biografie

### Familie
Dominik ist ein Wrestler dritter Generation. Er gehört der Mysterio-Familie an, dessen bekannteste Mitglieder sein Vater Rey Mysterio Jr. und sein Großonkel Rey Mysterio Sr. sind. Er hat auch eine vier Jahre jüngere Schwester, Aalyah. Es ist auch bekannt, dass der bekannte Wrestler Konnan nicht nur einer seiner Trainer, sondern auch sein Patenonkel ist. Im März 2024 heiratete er seine Jugendliebe Marie Juliette.

### World Wrestling Entertainment

#### Frühe Auftritte (2003–2010)
Gutiérrez hatte seinen ersten professionellen Wrestling-Auftritt in der Ausgabe von  SmackDown! am 5. Juni 2003, als er zusammen mit seiner Mutter Angie und seiner jüngeren Schwester Aalyah in der Menge war und seinen Vater Rey Mysterio beim Gewinn des WWE Cruiserweight Championship von Matt Hardy zuschaute. Nach dem Match kam Gutiérrez über die Barrikade und in den Ring, um mit seinem Vater zu feiern, der ihn sofort massiv umarmte und ihn auf die Schultern hob. Gutiérrez trat zum zweiten Mal in der Ausgabe von  SmackDown!  wieder in der Menge mit Angie und Aalyah, die zusahen, wie sein Vater gegen WWE-Champion Brock Lesnar in einem Non-Title-Match verlor.
Im Sommer 2005 trat Gutiérrez im Alter von 8 Jahren zum dritten Mal in der WWE auf, diesmal jedoch in einer prominenteren Rolle als Teil der andauernden Fehde seines Vaters Rey mit Eddie Guerrero, in dem die beiden Rivalen um das Sorgerecht für ihn kämpften. Während des Angle erklärte Guerrero, er sei Dominiks (kayfabe) biologischer Vater. Mysterio besiegte Guerrero in einem Ladder-Match um das Sorgerecht für Dominik bei SummerSlam 2005 und beendete die Fehde. Er trat 2006 zwei weitere Male auf, zuerst bei WrestleMania 22 mit Angie und Aalyah, wo sein Vater die World Heavyweight Championship (WWE) gewann und zum zweiten Mal in der SmackDown-Ausgabe vom 15. September, wo er hinter der Bühne zusah, wie sein Vater gegen Mr. Kennedy kämpfte. Mysterio verlor das Match, nachdem Chavo Guerrero und Vickie Guerrero mit Gutiérrez auf der Bühne aufgetaucht waren, um Mysterio abzulenken, als Kennedy ihn für den Sieg einrollte. Er erschien erneut in der Folge von SmackDown vom 12. März 2010, diesmal während der Fehde zwischen Rey Mysterio und der Straight Edge Society (CM Punk, Luke Gallows und Serena).

#### In-Ring-Debüt und The Mysterios (2019–2022)
In der Folge von SmackDown Live vom 19. März 2019 erschien Gutiérrez in der Show mit seinem Vater Rey Mysterio, der ankündigte, dass er bei WrestleMania 35 gegen Samoa Joe antreten würde. Von April bis Juni trat er während der Fehde zwischen seinem Vater und Joe erneut bei Raw auf. Während der folgenden Monate war er an den Handlungssträngen und Kämpfen seines Vaters beteiligt, einschließlich der Einmischung in Reys Match gegen Brock Lesnar um die WWE Championship bei Survivor Series 2019.
Im Mai 2020 unterstützte er seinen Vater erneut, diesmal im Umgang mit Seth Rollins und seinen Teamkollegen Murphy und Austin Theory, nachdem sein Vater sich eine schwere (Kayfabe) Augenverletzung zugezogen hatte. Bei The Horror Show at Extreme Rules wurde Mysterio in einem Eye-for-Eye-Match das Auge entfernt, wobei der Gewinner nur bekannt gegeben werden konnte, wenn der Augapfel eines Gegners aus der Fassung genommen wurde. Dominik kam danach erfolglos aus Rache und musste vom Verbündeten seines Vaters, Aleister Black, gerettet werden. In der Raw-Episode vom 3. August forderte er Rollins zu einem Street Fight bei Summerslam 2020 heraus. In der folgenden Woche, nachdem das SummerSlam-Match offiziell wurde, griffen Rollins und Murphy Dominik an und landeten über 30 Shinai-Treffer. Am 23. August verlor er sein In-Ring-Debüt gegen Rollins. In der folgenden Nacht bei RAW nahm er an einem Tag-Team-Match teil und spielte mit seinem Vater gegen Rollins und Murphy. Das Match wurde durch Retribution unterbrochen und endete somit in einem No-Contest. Bei Payback besiegte Dominik gemeinsam mit seinem Vater Rollins und Murphy für seinen ersten Sieg in der WWE. In der nächsten Nacht bei „Raw“ ersetzte Dominik seinen verletzten Vater in einem Match gegen Rollins, um die Teilnahme an einem anderen Match zu bestimmen, das später in dieser Nacht stattfand, um den nächsten Herausforderer für die WWE Championship zu bestimmen.
Rollins vermied einen Frog Splash und besiegte Dominik, als ein frustrierter Rey backstage das Match verfolgte. Nächste Woche besiegte er Murphy mit Hilfe seiner Familie in einem Street Fight. In der folgenden Woche bei „Raw“ wrestlete er erneut gegen Rollins, diesmal in einem Steel-Cage-Match, in dem er besiegt wurde. Im September entwickelte sich eine neue Storyline, in der Dominiks Schwester Gefühle für Murphy, den ehemaligen „Jünger“ von Rollins, zeigte. Dies verursachte Unruhe in der Mysterio-Familie, und eine solche Ablenkung veranlasste Murphy, Dominik während eines Matches erfolgreich zu pinnen.
In Rahmen des WWE Drafts 2020 wurde Dominik mit seinem Vater zu SmackDown gedraftet. 2021 gründete er ein Tag Team mit seinem Vater Rey Mysterio. Am 16. Mai 2021 gewann er zusammen mit ihm, die SmackDown Tag Team Championship. Hierfür besiegten sie bei WrestleMania Backlash Dolph Ziggler und Robert Roode. Die Regentschaft hielt 63 Tage und verloren die Titel, schlussendlich am 18. Juli 2021 an The Usos bei Money in the Bank 2021.
Am 1. Oktober 2021 wurde er beim WWE Draft zu Raw gedraftet. Am 2. April 2022 bestritt er bei WrestleMania 38 zusammen mit seinem Vater ein Tag Team Match gegen The Miz und Logan Paul, dieses verloren sie jedoch.

#### Heel-Turn und The Judgement Day (seit 2022)
Am 3. September 2022 kehrte er seinem Vater den Rücken, nach dem er ihn und Edge nach ihrem Match bei Clash at the Castle attackierte. Am 18. Juli 2023 gewann er die NXT North American Championship, hierfür besiegte er Wes Lee. Die Regentschaft hielt 74 Tage und verlor den Titel, schlussendlich am 30. September 2023 bei NXT No Mercy an Trick Williams. Am 3. Oktober 2023 gewann er den Titel von Trick Williams zurück und begann somit seine zweite Regentschaft.
Seinen bis dahin größten Erfolg feierte er bei WrestleMania 41, als er in einem Fatal Four-Match gegen Titelträger Bron Breakker, Penta und Stable-Kollegen Finn Balor die Intercontinental Championship erringen konnte. Obwohl er als Heel antrat wurde der Titelgewinn vom Publikum gefeiert. Bei Backlash konnte er seinen Titel gegen Penta verteidigen, ebenso gegen AJ Styles beim Summerslam 2025 am 3. August.  

## Titel und Auszeichnungen

### Titel
- World Wrestling Entertainment
  - 2× NXT North American Championship
  - 1× WWE Intercontinental Championship
  - 1× WWE SmackDown Tag Team Championship mit Rey Mysterio

### Auszeichnungen
- ESPN
  - 2024 Platz 1 im 30-Best-Pro-Wrestlers-Under-30

- Pro Wrestling Illustrated
  - 2020 Rookie of the Year
  - 2023 Faction of the Year mit The Judgment Day
  - 2023 und 2024 Most Hated Wrestler of the Year

- World Wrestling Entertainment
  - 2024 Slammy Award für Faction of the Year mit The Judgment Day
  - 2024 Slammy Award für Villain of the Year